# المرأة والتدخين

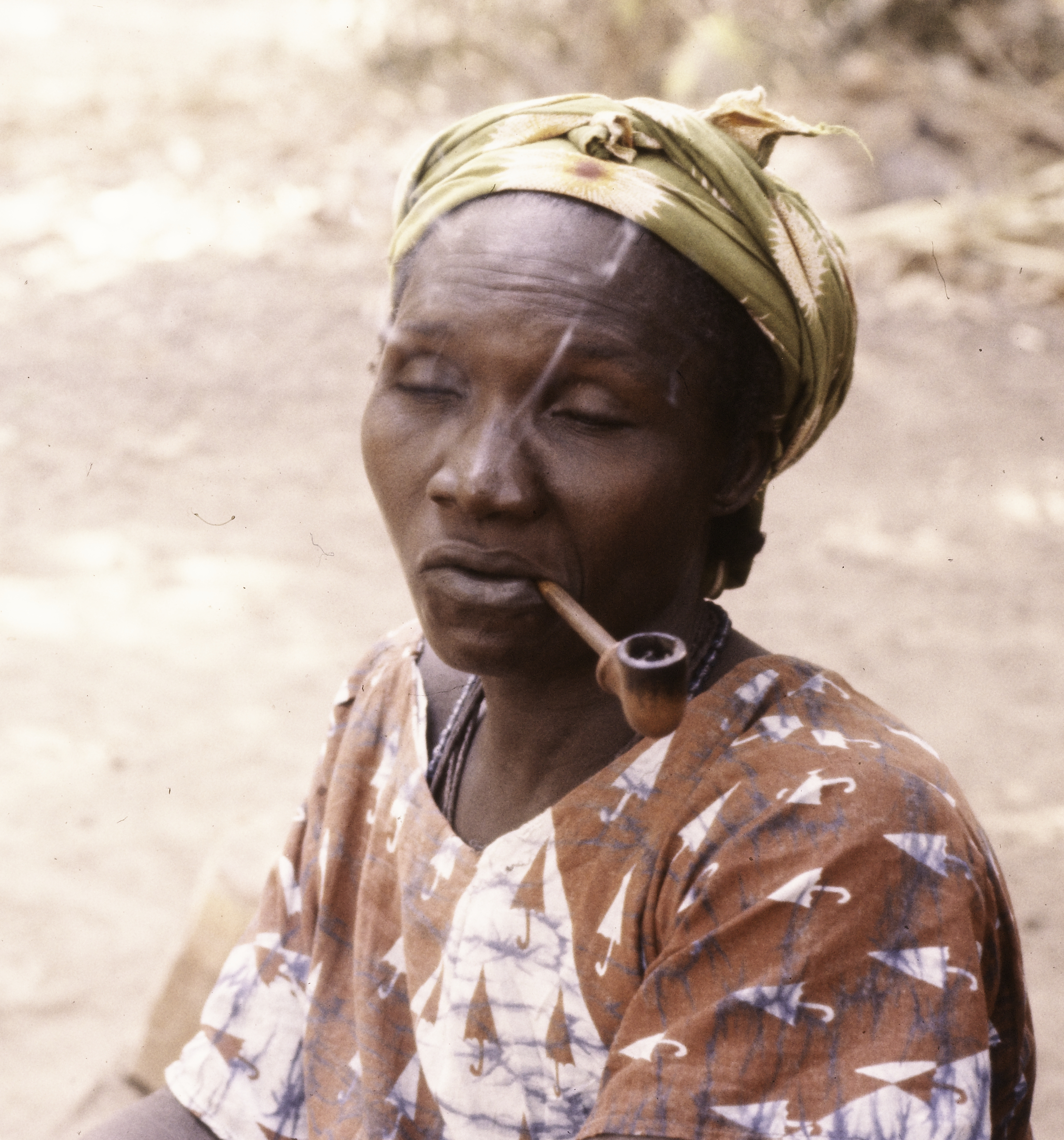
امرأة تدخن الغليون أثناء الطهي. غينيا بيساو، 1974

بالنظر إلى تطور مجال التسويق المبني على النوع الاجتماعي، وزيادة ظهور فكرة المرأة المُدخنة في الأفلام والبرامج التلفزيونية الشهيرة، استطاعت صناعة التبغ (السجائر) أن تزيد عدد النساء اللواتي يمارسن عادة التدخين. في ثمانينيات القرن العشرين، أصبحت صناعة السجائر معنية بوضع إرشادات وتحذيرات طبية عامة على كافة منتجات هذه الصناعة.
وعلى الرغم من أن تلك الآلية أدت في البداية إلى انخفاض نسبة النساء المُدخنات، إلا أن النسبة عادت وارتفعت من جديد في ظل موجة الإعلانات التي أصبحت أكثر جذبًا للشباب من الأجيال الجديدة.
من ثم أصبح تدخين السجائر في الأماكن العامة أمرًا محظورًا بشكل رسمي الأمر الذي ساعد على تخفيض نسبة التدخين على مستوى الولايات المتحدة الأمريكية. كما يتضمن التدخين مشاكل صحية خطيرة لا يُستهان بها. يشير المقال إلى الآثار التي يحدثها التدخين على مستوى الصحة العامة وآثاره على النساء بشكل خاص حيث يشير إلى إحصائيات تناولت هذا الموضوع بالنظر إلى المرأة تحديدًا وبشكل عام.
وبشكل عام تنخفض نسبة المُدخنين في الدول المتقدمة في حين تتزايد في نقيضتها من الدول المتأخرة أو النامية.

## الدول والمناطق

### الولايات المتحدة
في عام 1920 ميلادي بدأت صناعة السجائر حملة تسويقية قوية موجهة نحو النساء وكانت بدايتها في الولايات المتحدة. وأصبحت هذه الحملات أكثر عدوانية مع تقدمها مع مرور الوقت وأصبح التسويق بشكل عام أكثر وضوحاً. وتتمحور هذه الممارسة التسويقية حول النساء خصوصاً وواصلت حتى وقتنا الحاضر وتوسعت عالمياً.

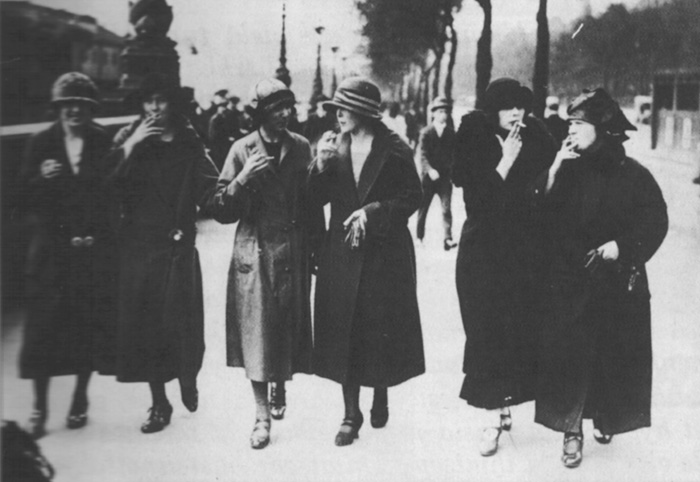
صورة للنساء وهن يدخن

### قبل عام 1920 ميلادي
في عام 1911 ميلادي قسم قانون مكافحة الاحتكار شيرمان مؤسسة التبغ الأمريكية إلى عدة شركات مختلفة، مما جعل بقاء كل شركة مرتبط بحصتها في السوق المالية. دفعت المنافسة الناتجة بين الشركات إلى ابتكارات في كلاً من الإنتاج والتسويق، واتجهت في نهاية المطاف إلى فكرة العلامات التجارية. في عام 1915 ميلادي، أًصبحت كامل رينولدز هي العلامة التجارية الوطنية الأولى بالفعل قبل أن تنظم إليها لجيت ومايرز تشيسترفيلد لاكي ستريك. وكانت هذه العلامات التجارية حديثة وراقت للذوق العصري الذي كان مسيطراً في ذلك الوقت على الشعب في الولايات المتحدة.

### من عام 1920 حتى 1940 ميلادي
استهدفت حركة مناهضة التبغ في بداية القرن العشرين النساء والأطفال في المقام الأول. وكان التدخين يعتبر عادة قذرة وتدخين النساء مستهجنا للغاية من قبل المجتمع.
مع تقدم القرن ازدادت معه رغبة المرأة في المساواة وأعطت حركة الاقتراع العديد من النساء الإحساس بالأهلية والحرية وأنتهز صناع التبغ هذه الفرصة لتسويق منتجاتهم. بدأت شركات التبغ في تسويق السجائر لتلائم جنس النساء أثناء ازدهار الحركة النسائية في عشرينات القرن الماضي. بدأت الشركات الأمريكية للتبغ باستهداف النساء بإعلاناتها لصالح لاكي ستريك. وتسعى لاكي سترايك لإعطاء المرأة الأسباب التي تقنعها بأنه يجب عليها أن تستمر في التدخين. بدأوا استخدام الإعلانات التي تعرض النساء البارزات، مثل أميليا إيرهارت، وتلبي غرور النساء بنتائج واعدة للتخسيس. كذلك تنقل معظم الإعلانات صورة المرأة المرتاحة والواثقة التي تروق للمرأة العصرية من 1920 ميلادي. نمت الإعلانات وأصبحت أكثر مبالغة مع توصيات المشاهير المدفوعة والمطالبات بعيدة المدى لكيف يمكن للاكي سترايك أن تحسن حياتك.
وتتحدى حملتها الأكثر عدوانية مباشرة صناعة الحلوى من خلال حث النساء على «تناولي لاكي بدلا من الحلوى». أتت هذه الحملات العدوانية ثمارها مما جعل لاكي سترايك العلامة التجارية الأكثر تدخيناً في غضون عشر سنوات.

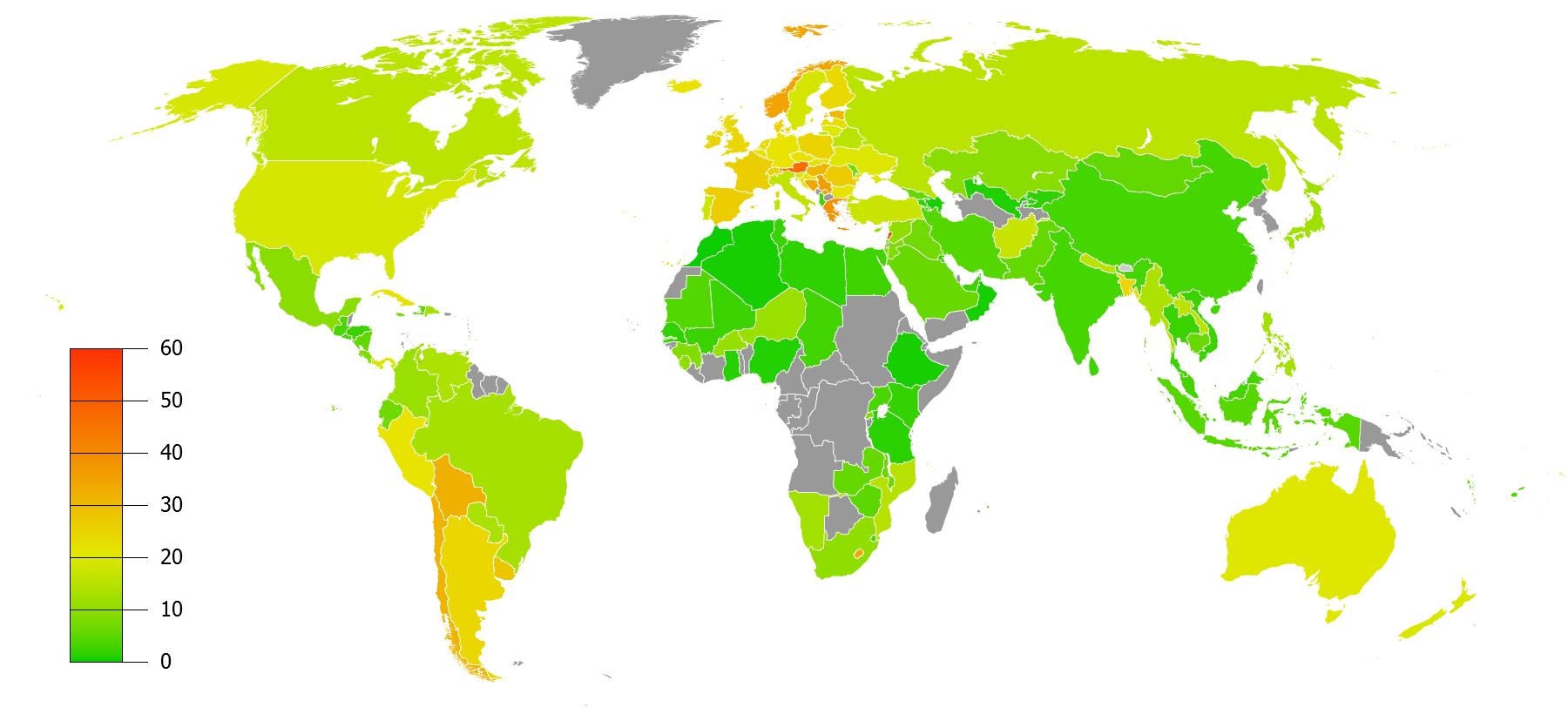
صورة توضح نسبة النساء المدخنات في البلدان

اتبعت الشركات أخرى بطريقتهم الخاصة الحملات الإعلانية الناجحة للشركة الأمريكية للتبغ. طرحت شركة فيليب موريس سجائر مارلبورو في عام 1925. أعلنت مارلبورو في بدايتها بأنها «معتدلة كشهر مايو» وتميزت بأنها ذو رأس بلون عاجي أنيق راق للنساء. عرضت ماركات أخرى إعلانات مماثلة تروق لحس المرأة من الجمال والأناقة وجعلت السجائر جزءاً مغرياً في حياة العديد من النساء. وربطت الإعلانات بين الغرور والجمال الخاصة فعلا بالنساء وفعلت بالضبط ما كان من المفترض القيام به. ولا يزال الخوف من زيادة الوزن هو السبب الرئيسي لاستمرار النساء في التدخين. عززت الحملات الإعلانية بنجاح السجائر بأنها منتج يمتلك صفات خاصة تشمل المساواة والتحرر والفتنة والجمال.

### عام 1950-1970
في أواخر عام 1950 وبداية عام 1960 أحدثت ثورة جديدة على العلامات التجارية للسجائر. فأعلنت كل علامة تجارية للسجائر خلال هذا الوقت مزاياها الفريدة. وكانت السجائر المصفاة أفضل ابتكار جديد في سوق التبغ. فتقلل تصفية السجائر من الضرر عند التدخين وتزيل المواد المحتمل تسببها بالضرر. وأعيد تصميم العلامة التجارية في عام 1950 لمارلبورو، لتتحول من علامة خاصة بالطبقة الراقية إلى كل الطبقات العادية من الرجال كما أنها أظهرت بداية لقوة رجال مارلبورو مثل الرياضيين والأشهر من رعاة البقر. وعني هذا التغيير لمارلبورو أن فيليب موريس - وهو مالك العلامة - ينتقص من إعطاء النساء سيجارة.
وظهرت أيضا في عام 1950 طفرة للإعلان عن شركات التبغ. وأصبحت الإعلانات التي تضم الأفلام البارزة ونجوم التلفاز أمراً اعتيادياً وبدأت شركات التبغ بتبني عروض التلفاز والألعاب والإعلام في كافة الأرجاء الأخرى. وكان عرض أحب لوسي من أشهر العروض التي يرعاها فيليب موريس. وفي افتتاحية العرض ظهر اثنين من نجومه وهم يحملون حزمة ضخمة من السجائر. وكما رعت العلامة التجارية الأمريكية لاكي ستريك عرض موكب الضرب الخاص بك
وصدر في عام 1965 تقريرا بأن 33.9 % من النساء مدخنين. وظهر في الأسواق العلامة التجارية فرجينيا سليمز واستخدمت عبارة «لقد قطعنا شوطاً طويلاً» في عام 1968. فكانت هذه أول مرة تسوق فيها سيجارة للنساء فقط. وكان شكلها طويلاً وأقل حجماً وبالمجمل كانت أكثر أناقة وأنوثة. ووضعت الإعلانات صوراً لنساء فاتنات بدلاً ممن يعملن بالمهام اليومية كالغسيل والأعمال المنزلية. وكما شهد عام 1970 انطلاق ودخول شركة لقيت ومايرس للتبغ لعمل سجائر خاصة للنساء "Eve ". وبلا ريب أصبحت سجائر Eve أكثر أنوثة من فرجينيا سليمز. كما تميزت برسوم زخارف وزهور أنثوية على كلاً من التغليف والسيجارة نفسها.
وعام 1970 آذن بنهاية الإعلانات التلفزيونية وبداية الإعلانات المطبوعة التي تحذر من مخاطر التدخين الصحية. وكما صدرت تقارير سنوية تقريباً من مكتب الجراح العام عن العواقب الصحية المترتبة عليها. وفي نفس العام أعلن أن 31.5% من النساء مدخنات. فمنعت شركات التبغ من الإعلان في التلفاز ولكنهم تصرفوا بذكاء وذلك بتسويق الإعلانات من خلال رعاية الأحداث الرياضية والترفيهية. وفي عام 1973 حظيت مباراة التنس المعروفة باسم «معركة الجنسين» باهتمام إعلامي واسع كما أظهرت بيلي جين كينق وهي المتحدثة لفترة طويلة باسم فرجينيا سليمز تألق العلامة التجارية بالألوان والترتر. وفي عام 1970 فازت أمريكا بمباراة التنس البرية وأصبحت بيلي جين كينق نجمة. ورعت فرجينيا سليمز جمعية التنس النسائية على ما يقارب العشرين عاماً. وانتهى عام 1970 بتصدر السجائر المصفاة الأسواق.

### عام 1980 وما بعدها
بدأ عام 1980 بأول تقرير من مكتب الجراح العام عن عواقب مخاطر التدخين للنساء. ونشر هذا التقرير بعد قرابة خمسة عشر عاماً من صدور التقرير الأول عام 1964. وبعد ستين عاماً بدأت شركات التبغ بتسويق منتجاتها للنساء. وكان معدل النساء المدخنات 29.3 % في عام 1980. وعرض براون وويليمسون سيجارة كابري التابعة لمجموعة السجائر النسائية الأخرى الطويلة والنحيفة والأنيقة لتصبح في متناول ايدي النساء. شهد عام 1990 انخفاض مستمر للنساء المدخنات لمعدل 22.8%. وانتهت جولة فرجينيا سليمز للتنس بعد ثلاث وعشرين سنة من النجاح في عام 1994. وكانت هذه أحد وسائل الإعلان المعروفة على مدىً واسع والتي انتهت في الثمانينيات والتسعينيات وبهذا بدأ الرأي العام يأخذ موقفه حيال التدخين. واتسمت التسعينيات بوضع القيود على التدخين بالأماكن العامة ومواقع العمل. وأيضا ازداد تسويق تدخين السجائر للمراهقين والشباب فالعديد من استراتيجيات التسويق التي استخدمت مع النساء أعيدت مرة أخرى لتستهدف هذه الفئة. وبحلول عام 1998 انخفض معدل النساء المدخنات إلى 22% وكما شهدت هذه السنة اتفاقيات التسوية الرئيسية.
ارتفع معدل النساء المدخنات إلى 22.8% في بداية القرن الواحد والعشرون مقارنة بالعقد السابق. وبقيت الدعايات والتسويق ثابتة على اتفاقيات التسوية من بعد عام 1998. كما بدأت الحملات الإعلانية بعرض التغليف بأحدث شكل وأن تكون بلغة تجذب الشباب. وفي عام 2001 صدر تقرير آخر من الجراح العام فيما يخص النساء المدخنات. وفي عام 2007 دخلت العلامة التجارية RJ Reynolds الأسواق النسائية بشعار الجمل ورقم 9. وكانت التغليف معاصراً وحديثا كما أنه مليء بالأنوثة في الوقت نفسه. وتميزت بحواف وردية على ما يخالف التعبئة السوداء المبطنة بداخلها بالقصدير الزهري. وتباع السجائر الخفيفة بأصناف من المنثول الخفيف (مركب عضوي عشبي) وداخلها قصدير بإضاءة لون من الأزرق المخضر الغامق بدلا من اللون الوردي المعتاد. كما تميز العقد الأول من هذا القرن بفرض قيود واسعة على التدخين. ووضعت العديد من الدول والمدن لوائح منع التدخين في الأماكن العامة كالحانات والمطاعم والأماكن العامة الأخرى. وهذه ظاهرة متنامية ساعدت في خفض معدلات التدخين في الولايات المتحدة. وكما انخفض معدل التدخين فيها لحوالي 46% في عام 1950 وحوالي 21% في عام 2004.

### اليابان
المقال الرئيسي: التدخين في اليابان § النساء اليابانيات والتدخين

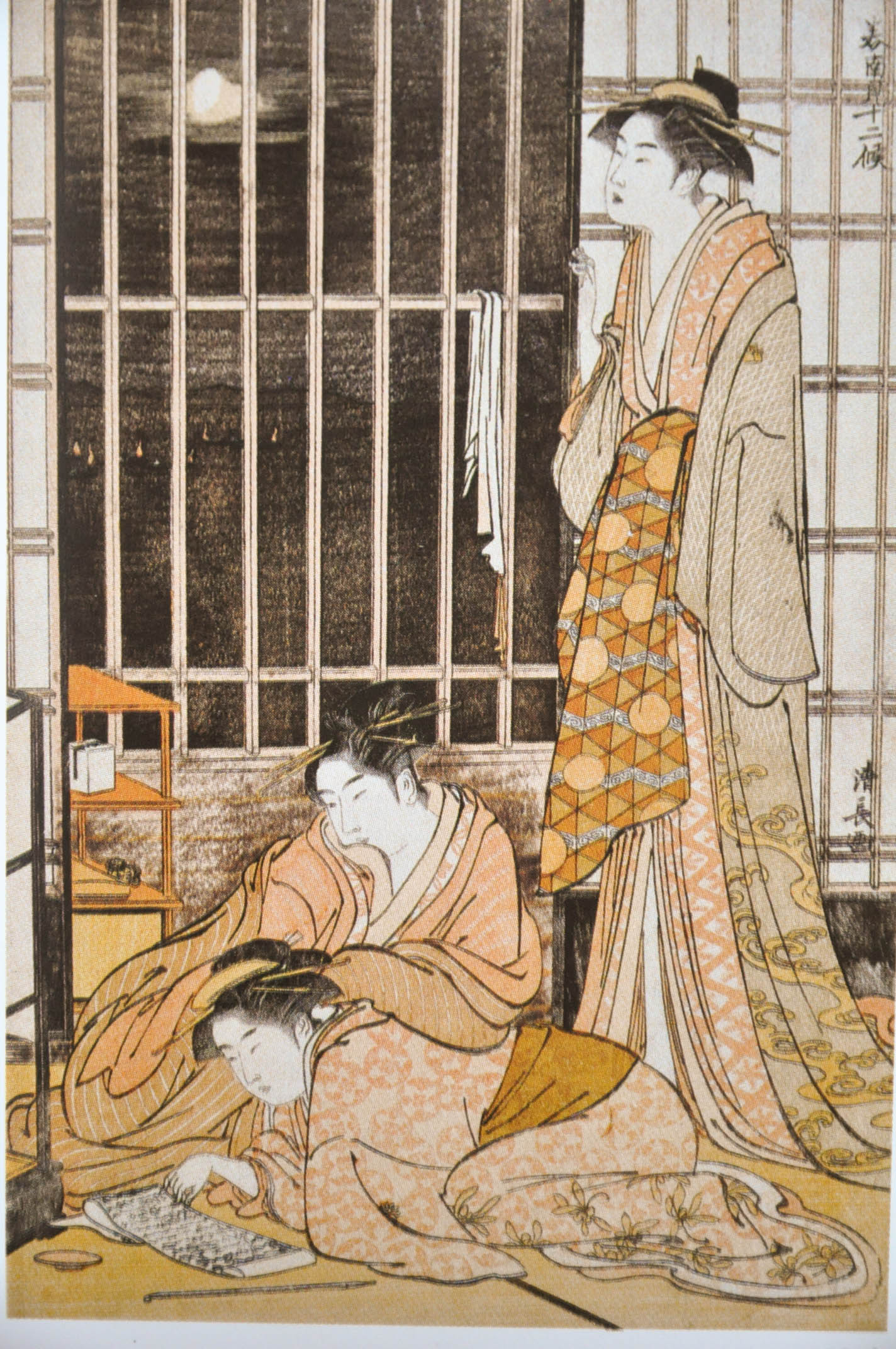
التدخين بواسطة أنابيب الكيسيرو في بيت الدعارة

بدأ استخدام التبغ في اليابان في فترة إيدو أو في وقت سابق من ذلك. وكن المومسات هن أول المدخنات بين النساء اليابانيات في أوائل القرن ال19.

### مصر
المقال الرئيسي: التدخين في مصر § المرأة والتدخين

### غزة
الدين يفرض حظر على تدخين. في عام 2010 فرضت الحكومة الإسلامية التي تقودها حركة حماس على قطاع غزة حظر على النساء المدخنات للأرجيلة الرائجة بين الشعب. وأوضح المتحدث باسم وزارة الداخلية أن «من غير المناسب للمرأة أن تجلس متربعة وتدخن في الأماكن العامة، فإنه يضر بصورة شعبنا». لكن سرعان ما رفع الحظر وعادت النساء للتدخين في الأماكن الشعبية مثل مقهى بارك كريزي ووتر في غزة. بعد أن أغلقتها حماس أحرقت الحديقة كلياً من قبل رجال ملثمين في سبتمبر 2010. وقد اعتقلت لجنة الأمر بالمعروف والنهي عن المنكر (في قطاع غزة) النساء لتدخينهن في الأماكن العامة.

### سوريا
المقال الرئيسي: التدخين في سوريا § النساء والتدخين.

## آثار الصحة العامة
المقالة الرئيسية: الآثار الصحية لتعاطي السجائر

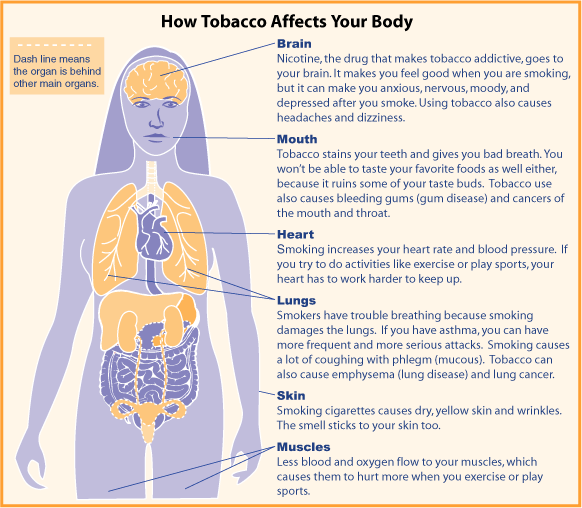
"كيف يؤثر التبغ على جسمك" بواسطة مكتب صحة المرأة في مكتب مساعد وزير الصحة

وفقاً لمركز مراقبة الأمراض والوقاية منها فإن تدخين السجائر هي السبب الرئيسي للوفاة التي يمكن الوقاية منها في الولايات المتحدة الأمريكية والتي تنتج تكاليف اقتصادية كبيرة ذات الصلة بصحة المجتمع. أسفر التدخين في ما يقارب 440,000 حالة وفاة مبكرة سنوياً وحوالي 157$ مليار من الخسائر الاقتصادية ذات الصلة بالصحة خلال عامي 1955و1999. وقد عُرف التدخين بأنه يزيد من مخاطر الآثار الصحية الضارة وارتباطه بها، على سبيل المثال: يعتبر تدخن السجائر المسبب لثلث أنواع السرطانات بما فيها 90 بالمائة من حالات سرطان الرئة. يسبب التدخين أيضا أمراض الرئة مثل التهاب الشعب الهوائية المزمن وانتفاخ الرئة ويزيد من خطر أمراض القلب بما في ذلك السكتة الدماغية والنوبات القلبية وأمراض الأوعية الدموية وتمدد الأوعية الدموية. ووفقاً لتقرير الجراح العام بعنوان «الآثار الصحية المترتبة على التدخين» تتضمن زيادة الآثار الأخرى المترتبة على التدخين زيادة خطر اعتام عدسة العين وخفض من مستويات المواد المضادة للأكسدة وخاصة فيتامين ج والتهابات شديدة والتهاب اللثة.

## الفروق المميزة بين الجنسين والآثار الصحية للإناث
أنظر أيضا: صعوبات الرضاعة الطبيعية: تدخين التبغ وسرطان عنق الرحم: الأسباب، انقطاع الطمث: وهناك عوامل أخرى، تدل الثدي: الأسباب وعوامل الخطر لسرطان الثدي: التبغ والتدخين والعقم عند النساء، والتدخين والحمل
على الرغم من أن المعدلات العامة للتدخين في الولايات المتحدة الأمريكية في انخفاض – «من 42.1% في عام 1998 إلى 20.6% عام 2008» وهناك معدلات أعلى بين الرجال- وتوضح العواقب الصحية للنوع الاجتماعي أن النساء في وضع ضرر أكبر. ففي عام 2008 كان معدل انتشار التدخين أعلى بين الرجال بنسبة 23 بالمائة من النساء بنسبة 18.3 بالمائة، ولكن يبدو أن هذه الفجوة بين الجنسين قد بدأت تقل. قبل زيادة معدلات التدخين جربت الإناث تأثيرات مختلفة للتدخين مقارنة بالرجال. على سبيل المثال، انخفاض في العمر المتوقع هو أكبر للمدخنات عند مقارنتهن بالمدخنين. ففي المتوسط حين يفقد الذكر البالغ 13.2 سنة بسبب التدخين فالمدخنة البالغة تفقد 14.5 عاماً من الحياة.
انخفاض هذا العمر المتوقع للمدخنين يعكس الفروق بين الجنسين في متوسط العمر المتوقع بشكل عام. ومع ذلك، عندما يتعلق الأمر بالمدخنين على وجه الخصوص، فإن الرجال يميلون إلى التدخين بشراهة أكثر من النساء، مع ذلك، لاتزال المرأة تُظهر نتائج أكثر ضرراً بالصحة. كما ذكرنا سابقاً يعزى التدخين أنه السبب الرئيسي لغالبية حالات سرطان الرئة. ارتفعت على مر السنين نسبة الوفيات بسرطان الرئة بشكل كبير بين النساء في عام 1978 حيث تجاوز سرطان الرئة سرطان الثدي لتصبح السبب الرئيسي لوفيات السرطان بين النساء في الولايات المتحدة الأمريكية ويشكل التدخين الآن 80 بالمئة من وفيات سرطان الرئة تحديداً بين النساء، وعلى الرغم من أنه كان هناك أكثر من حملة معلنة لجمع الأموال لأبحاث سرطان الثدي وإيجاد العلاج الممكن فالمزيد من النساء يمتن بسبب سرطان الثدي. يستمر البحث أيضا مكوناً التساؤل ما إذا كانت المرأة تميل إلى أن تكون عرضة للإصابة بسرطان الثدي بغض النظر عن التعرض المماثل لنظائرهن من الرجال. لكن كان من الصعب اتخاذ إجابة شافية وبالتالي تبقى مسألة مثيرة للجدل. وبالنظر إلى الجوانب الأخرى للجهاز التنفسي يعتبر مرض الانسداد الرئوي المزمن قضية رئيسية أخرى بين النساء اللواتي يدخن، زاد خطر وجود انسداد الرئوي المزمن مع حساب كمية ومدة التدخين 90 في المائة من وفيات هذا المرض. تبدأ آثار التدخين على صحة القلب والأوعية الدموية للمرأة في إظهار المزيد من الفروق بين الجنسين، ولا تزال أمراض القلب السبب الرئيسي للوفاة على الصعيد الوطني وواحدة من عوامل الخطر هي التدخين. الفريد للنساء أن التدخين يقلل من هرمون الأستروجين والبروتينات الدهنية عالية الكثافة التي تمنع الشرايين من الانسداد. أصبح آثار التدخين على صحة القلب واضحاً بالنسبة للعديد من النساء في وقت لاحق من حياتهن. «تزيد فرصة الوفاة من أمراض القلب أو أمراض الرئة من فرص الوفاة من سرطان الثدي من 40 بالمائة (ويحدث ذلك بمن قبل عامل من 5 بعد سن 55)». تصبح هذه العادة حاسمة خاصةً عندما يأخذن النساء أيضاً حبوب تحديد النسل لأن زيادات التناغم بين هذين الإثنين، تزيد من فرصة إصابة المرأة بسكتة دماغية أو أزمة قلبية. أظهرت الأبحاث عند مراقبة المسنات أن أولئك اللاتي يدخن في مراحل ما بعد سن اليأس يملن إلى أن تكون كثافة العظام أقل مع لمزيد من كسور الورك عند مقارنتهن بنظائرهن غير المدخنات. بالنسبة للفئة العمرية الشابة من النساء فإن التدخين يؤثر على صحتهم الإنجابية أثناء مراحل الإنجاب، وقد كشفت الأبحاث أن التدخين لا يجعل الأمر أكثر صعوبة بالنسبة للنساء لتحمل ويمكن أيضاً أن يؤدي إلى العقم، فالإناث اللواتي يدخن أثناء الحمل تزيد فرصهن ل الولادة المبكرة وانخفاض الوزن للرضع، وهي واحدة من العديد من الآثار الخطيرة على الجنين نفسه هو متلازمة موت الرضع المفاجئ. أظهرت الدراسات أيضا أن " أطفال الأمهات اللاتي يدخن خلال فترة الحمل وبعده يكونون عرضة للوفاة من 3 إلى 4 مرات أكثر من متلازمة موت الرضع المفاجئ مقارنة بالأطفال لأمهات غير المدخنات.

## المستقبل: النساء، والتدخين، والعولمة
كما تتراجع مستويات التدخين في الدول المتقدمة فإنها تتزايد في الدول النامية. لدى الشركات الكبرى المصنعة للسجائر أكثر من ثلاثة أضعاف عدد السجائر التي صُدِّرَت في السنوات ال 35 الماضية. تستخدم شركات التبغ لجذب النساء في البلدان الأخرى استراتيجيات مماثلة للتي استخدموها في الأيام الأولى لجذب النساء الأميركيات. تعرض الإعلانات الجذابة التي تصور السجائر بأنها عصرية ومتمكنة ومتحررة موجهة للنساء المدخنات الآتي بذلن كل الجهد الممكن ليكن غربيات بقدر الإمكان. وحظر التدخين الذي حدث في الولايات المتحدة حدث في جميع أنحاء العالم. تحايل مصنعي التبغ في بلدان أخرى (كما هو الحال في الولايات المتحدة)، على قيود الإعلان عن طريق رعاية الأحداث (المناسبات)، موافقات البيع بالتجزئة، والإعلانات في الأسواق البديلة مثل قنوات التلفزيون الفضائية. ولقد أثبتت هذه الطرق نجاحاً كبيراً في صناعة التبغ. في السوق العالمية تشير الاتجاهات بشكل كبير نحو السوق بأنها ستصبح مهتمة بالنساء بشكل متزايد في المستقبل، ولكن يمكننا التأكد لمرة واحدة فقط.

### بشكل أعمق: المرأة والتدخين والعولمة
عند مناقشة التدخين بين الإناث فمن المهم نأخذ أيضاً بعين الاعتبار حقيقة أن التدخين، وتعاطي التبغ بشكل عام، هي قضية عالمية ولا تقتصر على حدود العالم الغربي. ولاحظت منظمة الصحة العالمية (منظمة الصحة العالمية) الفرق الواضح بين النساء في مختلف المواقع الجغرافية ونصت على أن «أن هناك تقريباً 22 في المئة من النساء في البلدان المتقدمة و 9 في المئة من النساء في البلدان النامية يدخن التبغ.» ومع ذلك، عددياً يمكن أن يكون عدد النساء أكثر في البلدان النامية. ذكر فريد جيم بامبل في مقالةٍ له لماذا هذه الفروقات قد تكون موجودة وأقترح بعض الأسباب المتعلقة ب المساواة بين الجنسين ونشر السجائر والعوامل الاقتصادية وسياسات التدخين. وبالنسبة للنساء في البلدان التي قد تغيرت فيها الأدوار التقليدية بين الجنسين، فإن البدء في التدخين للنساء يصبح أكثر قبولاً اجتماعياً. ومع ذلك فإن هذه الحجة يجب ألا تعيق النظرة العميقة في التدخين بين النساء في الدول المتقدمة. وحيث إن معدلات التدخين في انحدار بطيء بين الناس في البلدان المتقدمة، فإن هذه المعدلات في ارتفاع في البلدان متوسطة ومنخفضة الدخل. وذلك يؤثر بشكل خاص على المرأة في المناطق النامية لأنها تكون الأكثر عرضة للخطر عند ارتفاع استخدام الذكور للسجائر. وتشير الإحصاءات الأخيرة إلى أن حوالي 70% من مستخدمي التبغ يعيشون في البلدان النامية، وحوالي نصف المدخنين في هذه الدول هم الرجال. على الرغم من أن المرأة قد لا تكون مدخنة، لكنها لا تزال تتعرض لدخان التبغ في البيئة (ETS). وبين الرجال المدخنين، تزيد مخاطر التدخين السلبي على النساء سواءً كانوا في المنزل أو في العمل. وعند ذكر الآثار الجنسانية للتدخين على النساء، ونحن نعلم أن التدخين واستنشاق دخان السجائر ليس فقط يؤثر على الجسد الأنثوي وحققت النتائج بأنها كذلك ضارة على صحة أطفالهم. وتتفاقم هذه المشكلة في الدول النامية التي قد لديها قصور في الرعاية الطبية للنساء. وقد أظهرت الدراسة الخاصة التي ركزت على النساء الحوامل في عدد قليل من بلدان أمريكا اللاتينية ودول أفريقيا والهند وباكستان بأن «كان تعاطي النساء للتبغ في أمريكا اللاتينية على أعلى مستوى.» وكانت احتمالية العيش مع مستخدمي التبغ مرتفعة في أمريكا اللاتينية ولكنها أكثر ارتفاعا في آسيا. وكانت تسجل أعلى نسب للنساء المواظبات على التدخين في دول معينة مثل الأرجنتين وأوروغواي، واللاتي دخن خلال فترة الحمل وكن يعتقدن أنه مقبولاً للمرأة أن تدخن. وعند استمرارنا في النظر في منطقة أمريكا اللاتينية، يمكننا أن نرى أن خمس من أكبر منتجي التبغ في العالم هم في هذه المنطقة، التي تضم الأرجنتين والبرازيل. وتصبح أسعار السجائر منخفضة بشكل ملحوظ في هذه البلدان بسبب الزيادة في الإنتاج. في الأرجنتين والبرازيل يمكن أن تكون علبة سجائر من نوع جيد مثل مارلبورو تكلف ما بين 1$ إلى 1.99$ دولار أمريكي. مع هذه الأسعار يكون الوصول للسجائر أسهل ويشجع على الاستهلاك. ولهذا آثار خطيرة على السكان ككل. معدلات التدخين بين النساء وحدها أيضا مقلقة. في الأرجنتين، 22.6% من النساء يدخنون، بينما في دول أخرى مثل أوروغواي النسبة 25.1% في المئة.